# Remo Beretta
Remo Beretta (* 20. Februar 1922 in Leontica; † 25. Juli 2009 in Lugano) war ein Schweizer Sekundarlehrer, Übersetzer, Dichter und Schriftsteller.

## Leben
Remo war Sohn des Serafino, Angestellten der Regionalbahn des Bleniotals, und dessen Ehefrau Augustina geborene Toschini. Er war Bruder des Sandro Beretta. Nach dem Lehrerseminar in Locarno studierte er Literatur an der Universität Freiburg; später unterrichtete er Italienisch am Gymnasium in Lugano. Er veröffentlichte nur sehr wenig, obwohl er sehr viel schrieb, um den weltlichen Lärm zu meiden. Nach der Verwendung des Pseudonyms Martino della Valle für Sette racconti (1964) verstummte er fast. Mit seinem eigenen Namen unterzeichnete er stattdessen eine Sammlung von poetischen Übersetzungen (Versioni, 1953), denen er Texte für die Werke anderer hinzufügte, mit besonderem Augenmerk auf Maler und Bildhauer, oder Texte, die das Gemeinwohl zum Thema hatten (zum Beispiel über das Bleniotal).
In seiner Lehre wie in seiner Schrift versucht er, die Lektion der Großen, die versuchen, dem Menschen die Masken vom Gesicht zu nehmen (Nikolai Gogol, Francesco Guicciardini), zu verstehen und begreifbar zu machen; in seinen Texten geht das Schreiben wie mit Stichen vor sich: wie ein Bildhauer mit direktem Schnitt, in einem Werk aus Blöcken, sehr kühn, was zur Form des Inhalts, der Montaggio führt.

## Werke
- I giorni e la morte. (Hrsg.) Sofia Marazzi. Vorrede von Fabio Soldini, Armando Dadò Editore, Locarno 2015.
- Sette racconti. Mit Pseudonym Martino Della Valle, Armando Dadò Editore, Locarno 2002.
- Il cane dei contrabbandieri. Salvioni, Bellinzona 1949.